# Кёбеле, Патрик
Патрик Кёбеле (нем. Patrik Köbele, род. 1962, Вайль-на-Рейне, Баден-Вюртемберг, Германия) — немецкий политик и общественный деятель, председатель Германской коммунистической партии (с 2013).

## Биография
В 1981 году начал стажироваться в качестве промышленного клерка в Mercedes Benz в Штутгарте, а со временем занял позицию председателя молодежного совета.
В 1984 году он начал работу в SDAJ (Sozialistische Deutche Arbeiterjegend) в Дортмунде, а затем в Штутгарте.
В 1989-1994 годах Патрик Кёбеле был председателем Социалистической немецкой рабочей молодёжи (нем. Sozialistische Deutsche Arbeiterjugend) — юношеской организации при Германской коммунистической партии.
В 2004-2009 годах состоял членом городского совета Эссена.
На 20-м съезде Германской коммунистической партии 2 марта 2013 года избран председателем ГКП. Кёбеле избран 91 голосом против 60, поданных за предыдущего председателя ГКП Беттину Юргенсен. Таким образом, Патрик Кёбеле сменил Беттину Юргенсен на посту председателя ГКП. По характеристике активистки германского коммунистического движения Я. Завацкой, Кёбеле принадлежит к левому крылу партии.
На 21-м съезде  14 - 15 марта 2015 года в Франкфурте-на-Майне, в первый день съезда,  пребывание Патрика Кёбеле на должности  было подтверждено    131 голосами против  34 голосов (плюс 1 воздержавшийся).
По основной профессии Патрик Кёбеле работает консультантом по компьютерным технологиям.